# Château Tonini
Le château Tonini (en italien : Castel Tonini) est un château médiéval situé dans la commune de Buti dans la province de Pise en Toscane,.
Bâti comme structure défensive et de contrôle, il est situé dans la partie la plus ancienne de la ville. Une fois les fonctions défensives terminées, entre les XVIIe et XVIIIe siècles, plusieurs familles nobles construisirent des palais au même endroit pour profiter de l'agréable position, comme la villa Médicis.

## Historique
Le premier élément de ce château remonte à la seconde moitié du Xe siècle. À cette époque, une tour de guet fut construite, située au point culminant d'un promontoire bordé par deux ruisseaux, et reliée à la route de crête qui reliait Vicopisano à la forteresse de la Verruca. La position géographique faisait du château un centre important pour le contrôle du territoire. Pour cette raison, au cours des siècles suivants, le château fut agrandi et fut souvent impliqué dans des affrontements entre les communes de Pise, Lucques et Florence.
Au XIIe siècle, le château fut attaqué et conquis par les Lucchesi, puis reconquis par les Pisans au début du XIVe siècle. Le 9 mars 1496, les Florentins envahissent le territoire de Buti et détruisent diverses parties du château. Avec l'annexion du territoire à la république de Florence en 1503, le château reçut une rénovation de style Renaissance. En 1509, Pise tomba finalement aux mains des Florentins. Cela a conduit Buti, Bientina et Vicopisano à perdre leur rôle de système de défense fortifié entre Pise et Florence.
Ce n'est qu'à la fin du XIXe et au début du XXe siècle que les familles traditionnelles abandonnèrent le château et ses nombreuses dépendances. Actuellement, le château Tonini appartient à la municipalité de Buti. Fin 2021, avec le début des travaux sur le premier lot, qui comprend la tour, une importante rénovation du complexe a débuté.

## Galerie

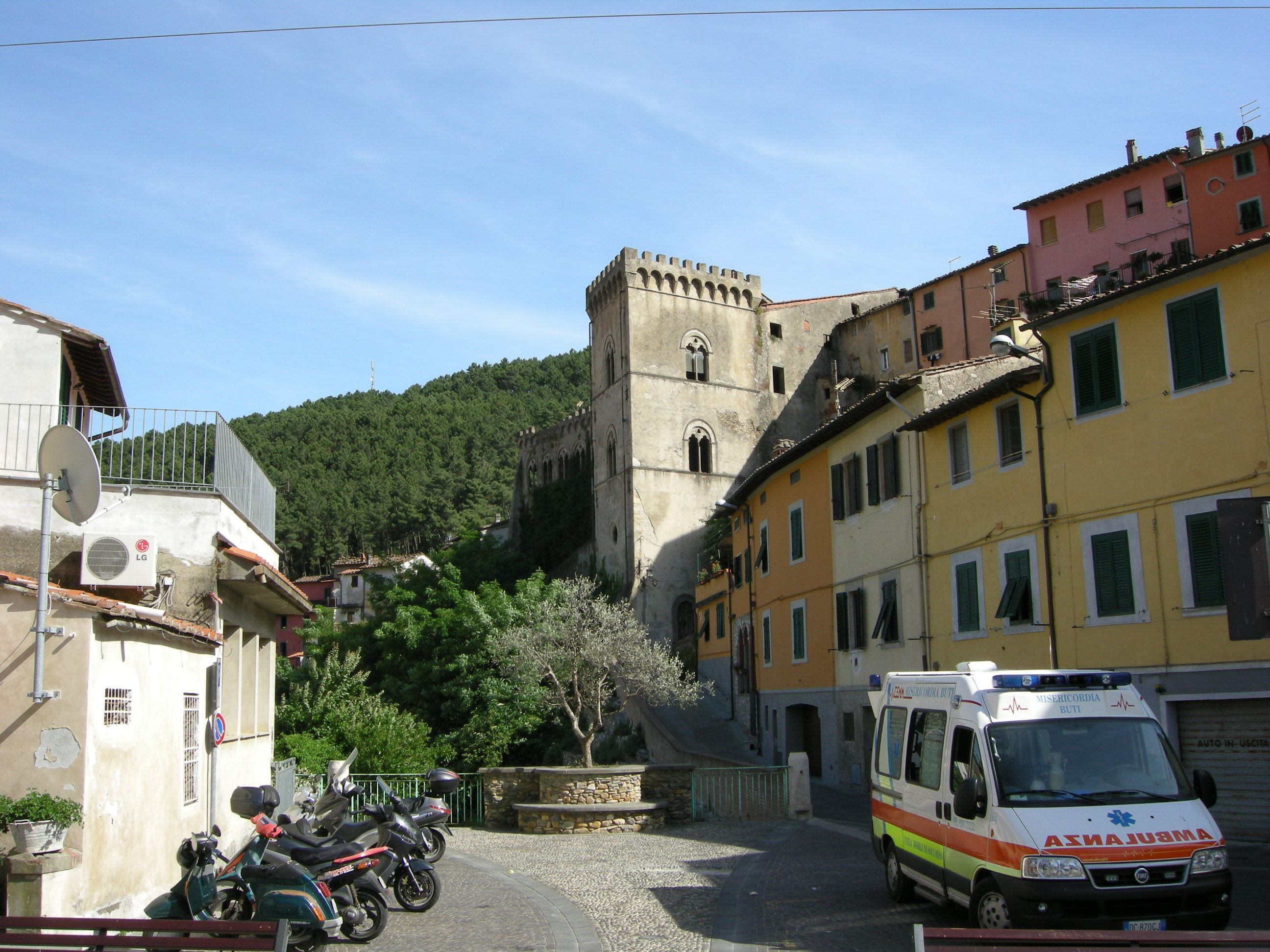
Centre de Buti.
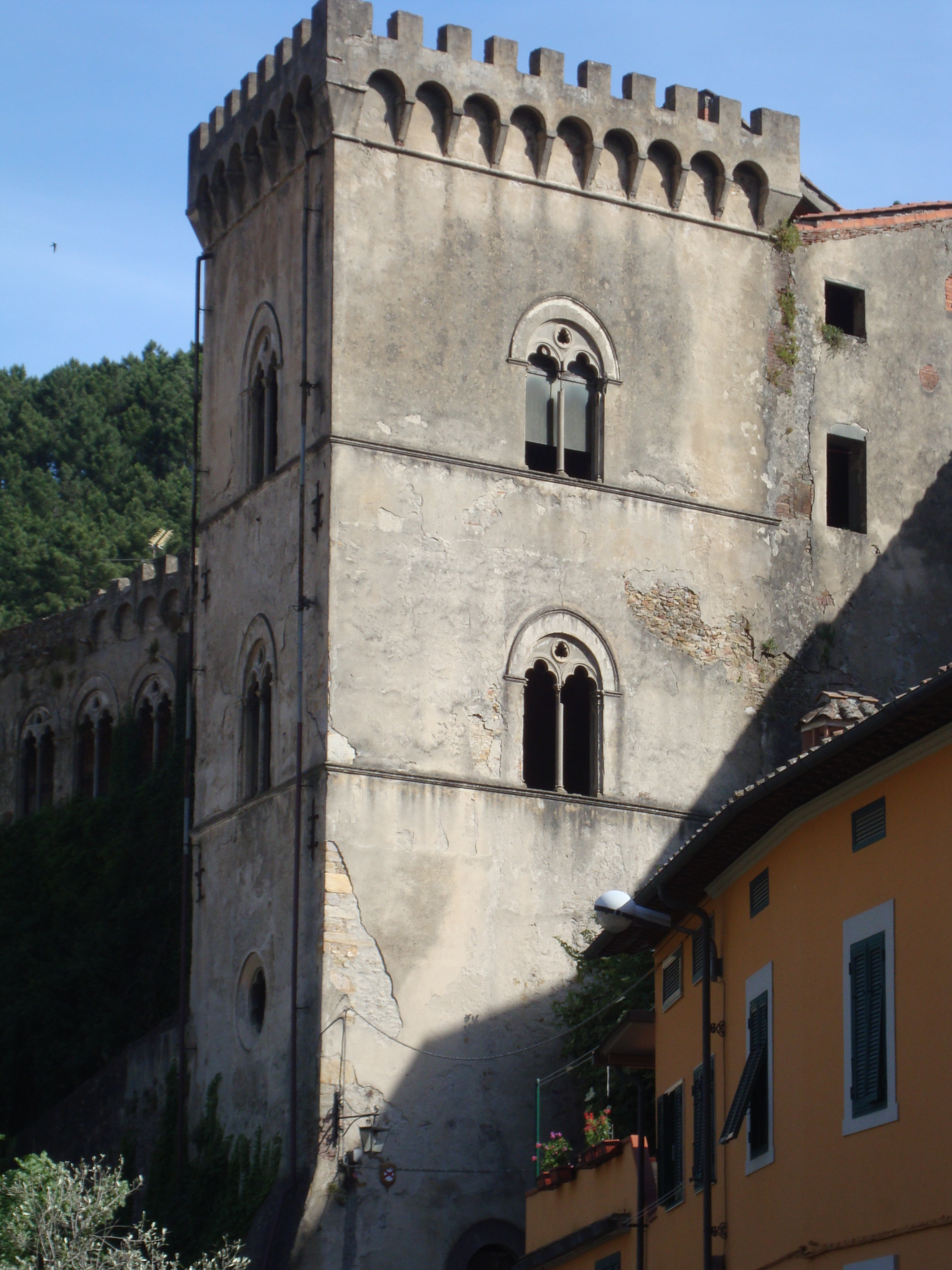
La tour Tonini.